# Trajan Patrycjusz
Trajan Patrycjusz (gr.: Τραϊανός Πατρίκιος, Traianos Patrikios) – kronikarz bizantyński z przełomu VII i VIII wieku. Autor Zwięzłej kroniki.
Trajan noszący tytuł patrycjusza napisał za panowania Justyniana II Rintmetosa (685-695 i 705-711) Zwięzłą kronikę. Księga Suda nazywa go najbardziej chrześcijańskim i ortodoksyjnym pisarzem. Dzieło Trajana w całości zaginęło. Zasługuje na uwagę jako wartościowe źródło historyczne wykorzystane przez Teofana Wyznawcę, Leona Gramatyka, Symeona Magistra i Teodozjusza Melitena.